# L'odore della notte (romanzo)
L'odore della notte è un romanzo di Andrea Camilleri pubblicato dall'editore Sellerio nel 2001.
Ancora una volta Camilleri dà fondamento reale alle sue storie ispirandosi qui, come scrive in una nota al termine del romanzo, a un fatto di cronaca oggetto di un articolo redatto dal suo amico Francesco, "Ciccio" La Licata.
Il tragico e suggestivo finale riprende altresì l'atmosfera decadente del racconto di William Faulkner intitolato Omaggio ad Emilia.
Dall'opera è stato tratto uno sceneggiato televisivo trasmesso da Rai Uno l'11 novembre 2002 con l'attore Luca Zingaretti nella parte del commissario Montalbano.

## Trama
Su Vigàta e dintorni si è abbattuto un tifone che ha spazzato via un mucchio di soldi. È la solita storia del finanziere truffatore che attirando gli ingenui in un primo momento con la corresponsione di alti interessi, poi si dà alla fuga con il malloppo.
Nelle indagini che Montalbano svolgerà incontrerà i più svariati personaggi vittime del truffatore mago della finanza che ha agito su vasta scala.
Una sola persona in tutto il paese continua ad avere fiducia nel ragioniere Emanuele Gargano, che ora probabilmente sta prendendo il sole su spiagge esotiche, ed è la sua affezionatissima, anzi innamorata persa, segretaria, la signorina Mariastella Cosentino, donna rimasta sola dopo la morte del carissimo padre, molto bisognosa d'affetto, che crede ancora nell'onestà del suo direttore e che ne aspetta fedelmente, giorno dopo giorno, il ritorno, ostinandosi a tenere a sue spese aperto l'ufficio ed esponendosi ai violenti reclami dei truffati. 
Ma insieme a Gargano è sparito dalla circolazione anche il suo factotum Giacomo Pellegrino che condivideva con il suo capo affari di denaro e di "cuore" ma che non aveva alcun motivo di fuggire e che anzi si stava costruendo una villa in campagna. Una villa che il commissario Montalbano conosce bene perché quando è andato per salutare il suo amico, il grande e antico ulivo saraceno, l'ha trovato abbattuto e fatto a pezzi proprio per fare spazio alla nuova costruzione. Montalbano vendicherà la morte del suo albero spaccando i vetri della villa al piano terra, graffitando parolacce sulle pareti esterne e tutte le otto statuette di Biancaneve e i sette nani che campeggiavano nel giardino.
Alcuni, come il dottor Guarmotta, incaricato ufficialmente delle indagini, credono che nelle sparizioni c'entri la mafia forse vittima anch'essa della truffa, ma il commissario Montalbano non la pensa così. 
Le sue indagini, non autorizzate dal signori e guistori, come dice Catarella, l'ineffabile telefonista del commissariato, sono complicate dalle visite a casa del suo vice e scanzonato amico Mimì Augello che ama troppo le donne per sposarsele ma che ora, caduto nella rete, è afflitto dalla paura del matrimonio con Beba - una giovane donna che gli ha fatto conoscere proprio Montalbano – dalla venuta a Marinella della pluriennale fidanzata, destinata a rimaner tale, Livia, che gli chiederà conto di un suo regalo: un costoso pullover che il commissario ha irrimediabilmente rovinato e disperatamente cercato di nascondere, ma soprattutto dalla sensazione che inutilmente egli cerca di scacciare, quella di essere giunto a una svolta della sua vita: l'inizio della vecchiaia.

## Edizioni
- Andrea Camilleri, L'odore della notte, terza ed., collana La memoria, Sellerio, 2001,  pp. 221, cap. 16, ISBN 88-389-1729-9.